# Skorecki devient producteur
Pour plus de détails, voir Fiche technique et Distribution.
Skorecki devient producteur est un film français réalisé par Louis Skorecki et sorti en 2013.

## Fiche technique
- Titre : Skorecki devient producteur
- Réalisation : Louis Skorecki
- Scénario :  Louis Skorecki
- Photographie : Ishrann Silgidjian
- Son : Guillaume Belin
- Musique : Christophe
- Montage : Marie-Catherine Miqueau
- Production : Bobi Lux - Les Films d'occasion - Ciné+ - Cosip
- Pays d'origine :  France
- Durée : 94 minutes
- Date de sortie : France - 13 juin 2013

## Distribution
- Louis Skorecki
- Marie Anne Guerin
- Yerko Kraljevic Diaz
- Vladimir Léon
- Pascale Bodet